# محمد ابراهیمی سیدآبادی
محمد ابراهیمی سیدآبادی (زاده ۲۲ فروردین ۱۳۵۱ در اصفهان) مدیرکل آموزش و تحصیلات تکمیلی سازمان همکاری‌های فضایی آسیا و اقیانوسیه (اپسکو) و در مقر این سازمان در شهر پکن پایتخت چین مشغول به کار است.
وی سرپرست پیشین مرکز طراحی و توسعهٔ سامانه‌های فضایی پژوهشگاه فضایی ایران، رئیس پیشین پژوهشکده سامانه‌های فضانوردی و عضو هیئت علمی و رئیس پیشین پژوهشگاه هوافضا است. عمده شهرت وی به دلیل مدیریت برنامه اعزام فضانورد ایرانی به فضا و نقش کلیدی وی در توسعهٔ کاوشگرهای فضایی ایران است.

## زندگی و تحصیلات
محمد ابراهیمی در ۲۲ فروردین ۱۳۵۱ در اصفهان به دنیا آمد. وی تحصیلات متوسطه خود را در اصفهان به اتمام رساند و پس از آن تحصیلات دانشگاهی خود را در رشته مهندسی مکانیک پی گرفت. وی دورهٔ کارشناسی و کارشناسی ارشد خود را در دانشگاه صنعتی اصفهان و دکترای خود را در سال ۱۳۸۲ با عنوان پایان‌نامه دکتری «بررسی عددی تولید و انتشار صدای آیرودینامیکی در اطراف وسائط نقلیه» در دانشگاه صنعتی شریف به اتمام رساند
. 

## سوابق اجرایی
ابراهیمی پس از پایان تحصیل مدتی به عنوان پژوهشگر در دانشگاه صنعتی شریف فعالیت کرد. وی در سال ۱۳۸۴ به پژوهشگاه هوافضا پیوست و در مدت همکاری خود مشاغل علمی، فنی و مدیریتی متعددی را در زمینه کاوشگرهای فضایی، مدیریت سیستمی، و سایر امور فضایی برعهده داشت. ابراهیمی از سال ۱۳۸۵ به مدت دو سال معاون پژوهشی پژوهشگاه هوافضا بود و در سال ۱۳۹۰ پس از مهندس حسن شفتی، دکتر محسن بهرامی و دکتر حمید فاضلی به عنوان چهارمین رئیس پژوهشگاه هوافضا منصوب گردید. وی در پرتاب کاوشگرهای ۲ و ۳ به عنوان نماینده پژوهشگاه و مدیرفنی حضور داشته و در طرح‌های کاوشگر ۴ و کاوشگر ۵ مسئولیت مدیریت سیستمی را برعهده داشته‌است. وی از سال ١٣٩٠ تا ١٣٩٣ مدیریت برنامه کاوشگرهای فضایی ایران را به عهده داشت و پرتاب موفق کاوشگر پیشگام، کاوشگر پژوهش و رونمایی از ماکاپ نخستین فضاپیمای سرنشیندار ایرانی از دستاوردهای این دوره است.

## حضور در مطبوعات و رسانه‌ها
ابراهیمی حضور پررنگی در فعالیت مطبوعاتی و رسانه‌ها داشته‌است. وی مدتی مدیر مسئول ماهنامه فضانورد و مدیر مسئول و مشاور تحریریه نشریه علمی-پژوهشی علوم و فناوری فضایی
بوده‌است و هم‌اکنون عضو هیئت تحریریه نشریه علمی-پژوهشی مکانیک سیالات و آیرودینامیک
است.
ابراهیمی در سال‌های اخیر اعلام بسیاری از خبرهای فضایی ایران در حوزهٔ فضانوردی را بر عهده داشته‌است. وی نخستین فردی بود که نام میمون‌های فضانورد ایرانی را اعلام کرد و نقش عمده‌ای در رفع ابهام در مورد صحت خبر پرتاب نخستین میمون فضانورد ایرانی داشت. وی همچنین در سال ۱۳۹۲ جزئیات برنامه جدید ایران برای اعزام انسان به فضا را اعلام نمود.
وی همچنین در بسیاری از بخش‌های خبری و برنامه‌های صدا و سیما به تشریح برنامه‌های فضایی ایران پرداخته است.
وی در نگارش کتاب انسان و فضا ۲ از انتشارات پژوهشگاه هوافضا مشارکت داشته‌است.

## جوایز و افتخارات
- برنده جایزه اول پژوهش‌های کاربردی از جشنوارهٔ بین‌المللی خوارزمی برای «کسب دانش فنی ارسال و بازگشت کپسول زیستی حامل میمون به فضا»[۱۲]